# Andreas (prénom)
Pour les articles homonymes, voir Andreas (homonymie).
Andreas (grec: Ἀνδρέας) est un prénom masculin dérivé du grec ἀνήρ anēr et du génitif ἀνδρός andros qui signifie homme. Ce prénom est utilisé en Autriche, Grèce, Chypre, Liban,  Danemark, Arménie, Estonie, Finlande, Flandres, Allemagne, Norvège, Suède, Suisse, Italie, Roumanie, Pays-Bas et en Indonésie et la forme Andrea, qui peut être utilisé sous forme féminine, est utilisé sous forme masculine en Italie et en Suisse italienne.

## Prénom
- Pour l'ensemble des articles sur les personnes portant ce prénom, consulter :
  - la liste des articles dont le titre commence par ce prénom
  - les listes produites par Wikidata : Liste des personnes de prénom « Andreas » — même liste en incluant les éventuels prénoms composés qui contiennent « Andreas ».

- Andreas Aebi (né en 1958), homme politique suisse
- Andreas Aigner (né en 1984), pilote de rallye autrichien
- Andreas Albrecht (né en 1957), cosmologiste et professeur américain
- Andreas Alföldi (1895-1981), historien et archéologue hongrois
- Andreas Althamer (c. 1500-c. 1539), théologien protestant allemand
- Andreas Amrhein (1844-1927), moine bénediction suisse
- Andreas Armsdorff (1670-1699), organiste et compositeur allemand
- Andreas Athanasiou (né en 1994), joueur canadien de hockey sur glace
- Andreas Baader (1943-1977), terroriste allemande de la Fraction armée rouge
- Andreas Bakkerud (né en 1991), pilote de rallycross norvégien
- Andreas Bareiss (né en 1960), producteur de cinéma allemand
- Andreas Barucha (né en 1979), bobeur allemand
- Franz Andreas Bauer (1758-1840), botaniste et peintre autrichien
- Andreas Baum (né en 1978), homme politique allemand
- Andreas Baumann (né en 1979), athlète sprinteur suisse
- Andreas Beck (né en 1987), joueur allemand de football
- Andreas Becker
- Andrea Bellunello (1430-1494), peintre italien
- Andreas Berger (né en 1961), athlète sprinteur autrichien
- Andreas Bergh (né en 1977), chanteur suédois
- Andreas Berlin (1746-1773), botaniste et explorateur suédois
- Andreas Bethmann (né en 1970), réalisateur allemand
- Andreas Bielau (né en 1958), joueur allemand de football
- Andreas Birnbacher (né en 1981), biathlète allemand
- Andreas Aabel Bjørneboe (né en 1968), danseur norvégien
- Andreas Blunck (1871-1933), homme politique allemand
- Andreas Bodenstein (1486-1541), réformateur allemand
- Andreas Borgman (né en 1995), joueur suédois de hockey sur glace
- Andreas Bourani (né en 1983), compositeur et interprète allemand
- Andreas Bovenschulte (né en 1968), homme politique allemand
- Andreas Brandhorst (né en 1956), traducteur et auteur allemand
- Andreas Brehme (né en 1960), joueur allemand de football
- Andreas Brönnimann (né en 1955), homme politique suisse
- Andreas Bruce (1808-1885), écrivain suédois
- Andreas Brugger (1737-1815), peintre rococo et néo-classique allemand
- Charles-Andreas Brym, joueur franco-canadien de football
- Andreas Heinrich Bucholtz (1607-1671), théologien luthérien allemand
- Andreas Burnier, nom de plume de Catharina Dessaur (1931-2002)
- Andreas Busse (né en 1959), athlète est-allemand en demi-fond
- Andreas Buxtorf (1740-1815), homme politique suisse
- Andreas Calvos (1792-1869), poète contemporain grec
- Andreas Carlsson (né en 1973), chanteur et compositeur suédois
- Andreas Cassius (1605-1673), médecin et chimiste danois
- Andreas Cellarius
- Andreas Cervin (1888-1972), gymnaste artistique suédois
- Andreas Christensen (né en 1996), joueur danois de football
- Andreas Clercx (1886-1978), homme politique belge
- Andreas Cornelius (né en 1993), joueur danois de football
- Andreas Cramer
- Andreas Cratander (c. 1490-c. 1540), imprimeur et éditeur suisse
- Andreas Michael Dall’Armi (1765-1842), major et banquier bavarois
- Andreas De Leenheer (né en 1941), professeur et biologiste belge
- Andreas Deja (né en 1957), animateur allemand
- Andreas Demmer (1914-?), directeur de photographie allemand
- Andreas Dibowski (né en 1966), cavalier de concours d'équitation allemand
- Andreas Dietziker (né en 1982), coureur cycliste suisse
- Andreas Domjanic (né en 1995), pianiste classique liechtensteinois
- Andreas Dorau (né en 1964), musicien allemand
- Andreas Dresen (né en 1963), réalisateur allemand
- Andreas Düben (c. 1597-1662), compositeur et musicien saxon
- Andreas Dückstein (né en 1927), joueur d'échecs autrichien
- Andreas Dudith (1533-1589), prête catholique et diplomate hongrois
- Carl Andreas Duker (1670-1752), historien et philologue allemand
- Andreas Eenfeldt (né en 1972), médecin suédois
- Johann Andreas Eisenmenger (1654-1704), essayiste allemand
- Andreas Ekberg (né en 1985), arbitre suédois de football
- Andreas Ertl (né en 1975), skieur alpin allemand
- Andreas Eschbach (né en 1959), écrivain allemand de science-fiction
- Andreas Faistenberger (1646-1735), sculpteur et peintre bavarois
- Andreas Fischer (XVIe siècle), prédicateur anabaptiste en slovaquie
- Andreas Floer (1956-1991), mathématicien allemand
- Andreas Fogarasi (né en 1977), artiste contemporain autrichien
- Andreas Gabalier (né en 1984), chanteur autrichien
- Andreas Gerwig (1928-2014), homme politique suisse
- Andreas Gordon (1712-1751), moine bénédictin écossais
- Andreas Görlitz (né en 1982), joueur allemand de football
- Andreas Gottschalk (1815-1849), militant et révolutionnaire allemand
- Andreas Graf (né en 1985), coureur cycliste autrichien
- Andreas Granqvist (né en 1985), joueur suédois de football
- Andreas Grassl (né en 1984), personnalité allemande
- Andreas Gross (né en 1952), homme politique suisse
- Andreas Gruber (né en 1954), scénariste et réalisateur autrichien
- Andreas Gruentzig (1939-1985), inventeur allemand de l'angioplastie
- Andreas Gruschke (1960-2018), écrivain et photojournaliste allemand
- Andreas Gryphius (1616-1664), poète baroque et auteur dramatique allemand
- Andreas Gursky (né en 1955), photographe et professeur allemand
- Andreas Haefliger (né en 1962), pianiste suisse
- Andreas Hallander (1755-1828), maître charpentier et architecte danois
- Andreas Hammerschmidt (c. 1611-1675), compositeur organiste baroque allemand
- Andreas Hanche-Olsen (né en 1997), joueur norvégien de football
- Andreas Håtveit (né en 1986), skieur acrobatique norvégien
- Andreas Hedlund (né en 1973), chanteur et musicien suédois
- Andreas Helgstrand (né en 1977), cavalier de dressage danois
- Andreas Hermes (1878-1964), homme politique allemand
- Andreas Herzog (né en 1968), joueur autrichien de football
- Andreas Hillgruber (1925-1989), historien allemand
- Andreas Hinterstoisser (1914-1936), alpiniste allemand
- Andreas Hofer
- Franz Andreas Holly (1747-1783), compositeur bohémien
- Andreas Holmqvist (né en 1981), joueur suédois de hockey sur glace
- Andreas Holmsen (1869-1955), hydrographe norvégien
- Andreas Hyperius (1511-1564), théologien protestant des Pays-Bas méridionaux
- Andreas Isaksson (né en 1981), joueur suédois de football
- Andreas Ivanschitz (né en 1983), joueur autrichien de football
- Andreas Jämtin (né en 1983), joueur suédois de hockey sur glace
- Andreas Johansson
- Andreas Johnson (né en 1970), chanteur et compositeur suédois
- Andreas Johnsson (né en 1994), joueur suédois de hockey sur glace
- Andreas Kaplan (né en 1977), économiste allemand
- Andreas Kappeler (né en 1943), historien autrichien
- Andreas Katsulas (1946-2006), acteur américain
- Andreas Kaufer, astrophysicien allemand
- Andreas Keuser (né en 1974), coureur cycliste allemand
- Andreas Khol (né en 1941), homme politique autrichien
- Andreas Kiefer (né en 1957), homme politique autrichien
- Andreas Kirchner (1953-2010), bobeur est-allemand
- Andreas Kisser (né en 1968), guitariste et compositeur brésilien
- Andreas Kleinlein (1864-1925), activiste anarcho-syndicaliste allemand
- Andreas Klier (né en 1976), coureur cycliste allemand
- Andreas Klöden (né en 1975), coureur cycliste allemand
- Andreas Koefoed (né en 1979), documentariste danois
- Andreas Köpke (né en 1962), gardien allemand de football
- Andreas Korn (né en 1974), présentateur de télévision allemand
- Andreas Krieger (né en 1965), athlète allemand en lancer du poids
- Andreas Kronthaler (né en 1952), tireur sportif autrichien
- Andreas Kuffner
- Andreas Küng (né en 1983), joueur suisse de hockey sur glace
- Andreas Kunze (1952-2010), acteur allemand
- Andreas Kupfer (1914-2001), joueur allemand de football
- Andreas Küttel (né en 1979), sauteur à ski suisse
- Andreas Larsson
- Andreas Latzko (1876-1943), écrivain austro-hongrois
- Andreas Leknessund (né en 1999), coureur cycliste norvégien
- Andreas Libavius (1555-1616), chimiste et médecin allemand
- Andreas Lilja (né en 1975), joueur suédois de hockey sur glace
- Andreas Linde (né en 1993), joueur suédois de football
- Andreas Lundstedt (né en 1972), chanteur suédois
- Andreas Lutz (né en 1986), joueur italien de hockey sur glace
- Andreas Malm (né en 1977), auteur suédois
- Andreas Mand (né en 1959), écrivain contemporain allemand
- Andreas Mannkopff (1939-2015), acteur allemand
- Andreas Manz (né en 1956), chercheur suisse en chimie analytique
- Andreas Martinsen
- Andreas Matthae (1968-2004), homme politique allemand
- Andreas Maxsø (né en 1994), joueur danois de football
- Andreas Michaïlidis (né en 1960), homme politique grec
- Andreas Morczinietz (né en 1978), joueur allemand de hockey sur glace
- Peter Andreas Munch (1810-1863), historien norvégien
- Andreas Nachama (né en 1951), rabbin allemand
- Andreas Niederberger (né en 1963), joueur allemand de hockey sur glace
- Andreas Nijenhuis-Bescher (né en 1972), historien moderniste néerlandais
- Andreas Nilsen (né en 1980), skieur alpin norvégien
- Andreas Nilsson (né en 1990), joueur suédois de handball
- Andreas Nödl (né en 1987), joueur autrichien de hockey sur glace
- Andreas Norlén (né en 1973), homme politique suédois
- Andreas Maislinger (né en 1955), fondateur autrichien du Service de la Mémoire
- Andreas Sigismund Marggraf (1709-1782), pharmacien et chimiste prussien
- Andreas Martens (né en 1951), scénariste et dessinateur allemand de bandes dessinées
- Andreas Martin (né en 1952), chanteur et compositeur allemand
- Andreas Masius (1514-1573), prêtre catholique des Pays-Bas espagnols
- Andreas Matzbacher (1982-2007), coureur cycliste autrichien
- Andreas Meyer (né en 1961), chef d'entreprise suisse
- Andreas Michalke (né en 1966), bande dessinée allemand
- Andreas Mogensen (né en 1976), astronaute danois
- Andreas Möller (né en 1967), joueur allemand de football
- Andreas Müller
- Andreas Müller-Pohle (né en 1951), photographe et artiste multimédia allemand
- Andreas Öhman (né en 1985), réalisateur et scénariste suédois
- Andreas Ogris (né en 1964), joueur autrichien de football
- Andreas Orgler (1962-2007), alpiniste autrichien
- Andreas Osiander (1498-1552), théologien et réformateur prussien
- Andreas Pavel (né en 1945), inventeur allemano-brésilien
- Andreas Pereira (né en 1996), joueur brésilien de football
- Andreas Petermann (né en 1957), coureur cycliste allemand
- Andreas Pietschmann (né en 1968), acteur allemand
- Andreas Poulsen (né en 1999), joueur danois de football
- Andreas Prochaska (né en 1964), monteur et scénariste autrichien
- Andreas Ravelli (né en 1959), joueur suédois de football
- Andreas Renz (né en 1977), joueur allemand de hockey sur glace
- Andreas Rett (1924-1997), neurologue et écrivain autrichien
- Andreas Rickenbacher (né en 1968), homme politique suisse
- Andreas Ritsch (né en 1961), joueur suisse de hockey sur glace
- Andreas Romberg (1767-1821), compositeur allemand
- Andreas I Ruckers (1579-1652), facteur de clavecin flamand
- Andreas Ryff (1550-1603), homme politique et chroniqueur suisse
- Andreas Samaris (né en 1989), joueur grec de football
- Andreas de Saxe-Cobourg et Gotha (né en 1943), prince allemand
- Andreas Schelfhout (1787-1870), peintre néerlandais
- Andreas Schimper (1856-1901), botaniste français
- Andreas Schlagenhaft (né en 1988), musicien turc
- Andreas Schlüter (1660-1714), sculpteur et architecte allemand
- Andreas Schlütter (né en 1972), fondeur allemand
- Andreas Schmidt
- Andreas Schmitz (né en 1971), herpétologiste allemand
- Andreas Schnaas (né en 1968), acteur et réalisateur allemand
- Andreas Scholl (né en 1967), contreténor allemand
- Andreas Schönbächler (né en 1966), skieur acrobatique suisse
- Johann Andreas Schubert (1808-1870), ingénieur et entrepreneur saxon
- Andreas Schulz (né en 1955), copilote allemand de rallye-raid
- Andreas Schwab (né en 1973), homme politique allemand
- Walter Andreas Schwarz (1913-1992), chanteur et écrivain allemand
- Andreas Schweigel (1735-1812), sculpteur allemand
- Andreas Seidl (né en 1976), ingénieur allemand en sport automobile
- Andreas Seppi (né en 1984), joueur italien de tennis
- Andreas Seyfarth (né en 1962), auteur allemand de jeux de société
- Andreas Shipanga (1931-2012), homme politique namibien
- Andreas de Silva (1475-c. 1530), compositeur ibérique
- Andreas Sohn (né en 1959), historien et professeur français
- Andreas Speiser (1885-1970), mathématicien et philosophe suisse
- Andreas Spole (1630-1699), mathématicien suédois
- Andreas Staier (né en 1955), pianiste et claveciniste allemand
- Andreas Steinhöfel (né en 1962), auteur allemand de livres pour enfants
- Andreas Stjernen (né en 1988), sauteur à ski norvégien
- Andreas Stihl (1896-1973), ingénieur et homme d'affaires allemand
- Andreas Thorkildsen (né en 1982), athlète norvégien en lancer du javelot
- Andreas Thuresson (né en 1987), joueur suédois de hockey sur glace
- Andreas Tölzer (né en 1980), judoka allemand
- Andreas Trautmann (né en 1959), joueur est-allemand de football
- Andreas Tsouloftas (né en 1956), pilote de rallyes chypriote
- Andreas Umland (né en 1967), politologue allemand
- Andreas Urs Sommer (né en 1972), philosophe allemand
- Andreas Vaikla (né en 1997), joueur canado-estonien de football
- Andreas Vangstad (né en 1992), coureur cycliste norvégien
- Andreas Vesalius (1514-1564), anatomiste et médecin brabançon
- Andreas Vogler (né en 1964), architecte et designer suisse
- Andreas von Aulock (1893-1968), militaire allemand
- Andreas Peter von Bernstorff (1735-1797), homme politique danois
- Andreas von Bülow (né en 1937), homme politique allemand
- Andreas Felix von Oefele (1706-1780), bibliothécaire et historien allemand
- Andreas von Rétyi (né en 1963), essayiste franco-allemand
- Andreas Voßkuhle (né en 1963), juriste allemand
- Andreas Walzer (né en 1970), coureur cycliste allemand
- Andreas Waschburger (né en 1987), nageur français
- Andreas Weiss (1713-1792), juriste bâlois
- Andreas Werckmeister (1645-1706), musicien et théoricien allemand
- Andreas Willscher (né en 1955), compositeur et organiste allemand
- Andreas Wilson (né en 1981), acteur suédois
- Andreas Wimmer (né en 1962), sociologue suisse
- Andreas Wirsching (né en 1959), historien allemand
- Andreas Wisniewski (né en 1959), acteur et danseur allemand
- Andreas Wolf (né en 1982), joueur allemand de football

## Variants
- Andrew, Anders, André, Ander, Andy, Andrei, Anderjs, Andrzej, Andriy, Andrea, Andrey, Andrei, Andrés, Drew et Andres

## Référence
1. ↑  (en) A Greek–English Lexicon